# TV Regina
TV Regina byla česká televizní stanice, která vysílala programy hlavně pro osoby starší 45 let. Vysílaly zde například pořady Karty, hvězdy radí, Osobnosti, Na houpačce, Vaříme s..., Kamarádky, Žaludské eso a Barevná sluníčka. Televizi řídil kartář a léčitel Jan Saavedra. Programovou ředitelkou byla Ivana Regina Kupcová Sádlová. Nejsledovanějšími pořady byly Kamarádky, Vaříme s... a Pro zdraví trochu jinak.[zdroj?]

## Historie
TV Regina začala vysílat zkušební titulky 2. ledna 2014, 6. ledna začala stanice vysílat první promo spoty. První jingly byly na pořad Karty, hvězdy radí. Poté stanice vysílala zdravice různých osobností, které přejí TV Regina. V polovině února začala vysílat i upoutávky na pořady Na houpačce, Pro zdraví trochu jinak, Kamarádky a Pohádka pro radost. Televize začala naostro vysílat 3. března 2014 okolo 14.00. Podle ohlasů diváků byly nejúspěšnějšími pořady Kamarádky, Vaříme s... a Bubu show.[zdroj?]

## Dostupnost
TV Regina vysílala nekódovaně na satelitu Astra 3B, který používají společnosti Skylink, CS Link a T-Mobile televize a v Regionální síti 4 pro Prahu a okolí.

## Konec vysílání
Od 19. října 2016 přestala televize vysílat přes satelit a 8. prosince 2016 již nebylo možné televizi naladit ani přes terestriální anténu. Údajně za to mohly finanční důvody majitele televize, Jana Saavedry. Rada pro rozhlasové a televizní vysílání zahájila s TV Regina dne 22. prosince 2016 správní řízení, protože televize nevysílala alespoň 30 dní v měsíci, což je lhůta, kterou povoluje zákon. 9. března 2017 byla poté společnosti Saavedramedia odebrána licence pro provozování stanice TV.

## Osobnosti
- Jan Saavedra
- Ivana Regina Kupcová-Sádlová
- Ivanka Devátá
- Helena Maříková
- Yvonne Přenosilová
- Zuzana Bubílková
- Pavlína Filipovská
- Honza Musil
- Emil Pražan
- Vlastimil Brůček
- Ester Vosátková
- Markéta Steinbergerová
- František Dočkal
- Ivo Rotiére
- Václav Fořt
- Marie Formáčková
- František Soukup
- Gustav Oplustil
- Eva Hrušková

## Pořady TV Regina
- Kamarádky
- Karty, hvězdy radí
- Na houpačce
- Pro zdraví trochu jinak
- Osobnosti jak je neznáte...
- Dnes vaříme s.....
- BUBU show
- Vaříme levně
- Dobré rady bez úhrady
- Podej mi ruku
- Za hranicí
- Podvečer s tajemnem
- Žaludské eso
- Dárek na cestu
- Kronika vzpomínek
- Barevná sluníčka
- Minutovka
- Biograf pro Vás
- Pohádka pro radost
- Co kamery neviděly
- Relaxujte s námi

## Amatérské filmy
- Ivančický viadukt a jeho blues
- Domácí zeměpis
- Tři bratři
- Vánoční přání
- Boxík a Bulík